# Philander nigratus
Philander nigratus is een zoogdier uit de familie van de opossums (Didelphidae). De wetenschappelijke naam van de soort werd voor het eerst geldig gepubliceerd door Oldfield Thomas in 1923.

## Taxonomie
De soort werd tot 2020 als een synoniem van Philander andersoni gerekend, maar werd op basis van genetisch en morfometrisch onderzoek tot aparte soort verheven.

## Voorkomen
De soort heeft een klein verspreidingsgebied in Peru, waar hij slechts bekend is van 8 individuen uit de regio's Junín en Ayacucho. Hij leeft daar op hoogtes van 1000 tot 1600 meter.